# Serviço Nacional de Fronteiras (Azerbaijão)

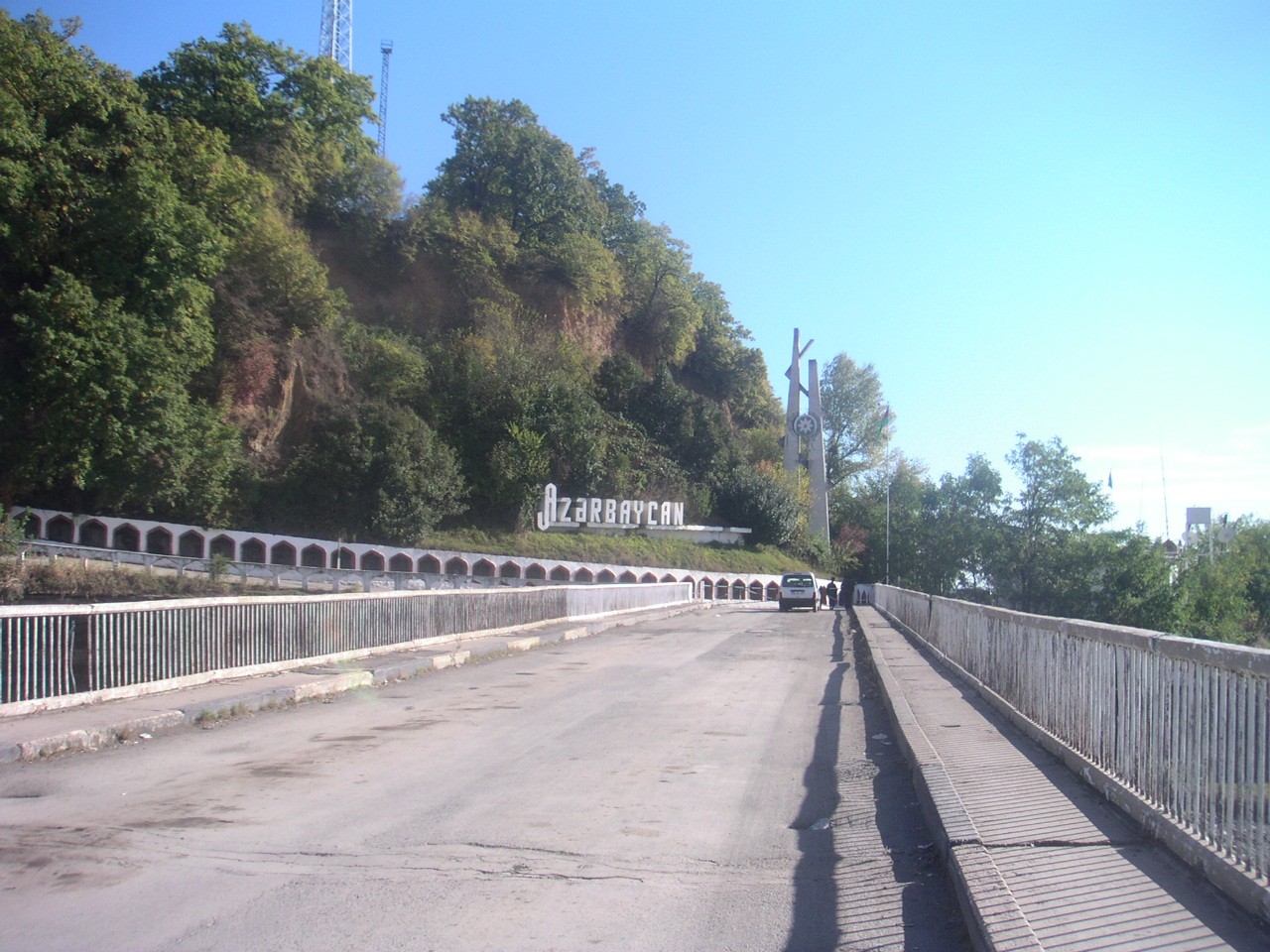
Fronteira internacional entre o Azerbaijão e a Geórgia.

O Serviço de Fronteiras Estatal da República do Azerbaijão (em azeri:  Azərbaycan Respublikası Dövlət Sərhəd Xidməti), também conhecido como Guarda de Fronteiras do Azerbaijão, é uma entidade governamental e agência policial encarregada de proteger as fronteiras do Azerbaijão, país localizado no Cáucaso.

## História
O Serviço Nacional de Fronteiras do Azerbaijão foi criado em 31 de julho de 2002 por decreto do então Presidente do Azerbaijão Heydar Aliyev, a partir da remoção das tropas de fronteira de jurisdição do Ministério de Segurança Nacional do Azerbaijão. As principais funções da guarda da fronteira são proteger as fronteiras do Azerbaijão contra quaisquer atos ilegais e evitar que armas ilegais, drogas e tráfico de seres humanos ocorram nas regiões fronteiriças do país. O Chefe do Serviço Nacional de Fronteiras é o mesmo que ocupa o cargo de Comandante das tropas de fronteira do Azerbaijão.
Outros órgãos de aplicação da lei no Azerbaijão incluem as tropas internas do Azerbaijão e a Guarda Nacional do Azerbaijão.

## Brigada Marítima

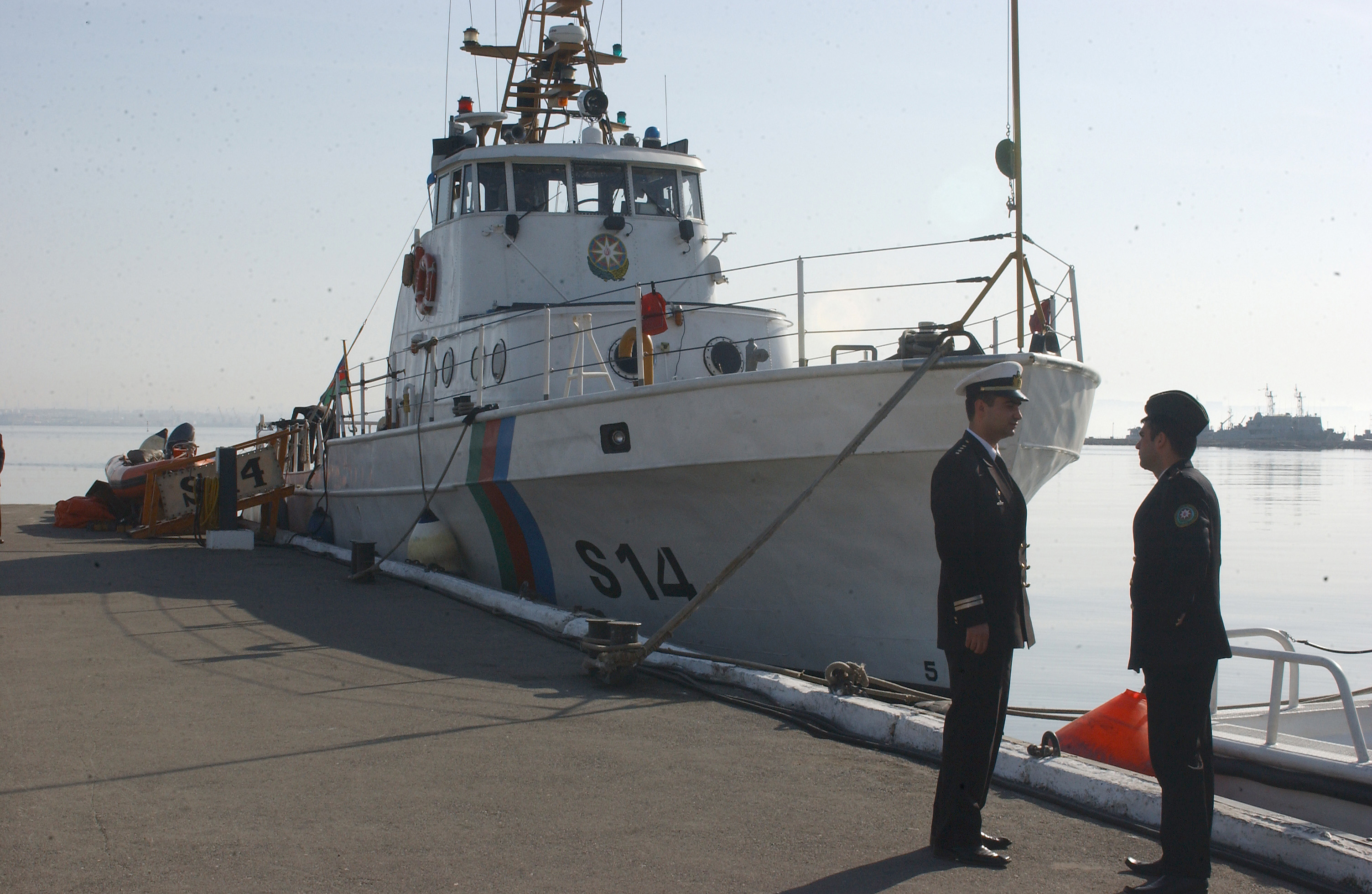
Um barco de patrulha da Brigada Marítima da Guarda de Fronteiras.

A Guarda Costeira do Azerbaijão é uma agência de aplicação da lei azeri, sendo uma parte do Serviço de Fronteiras do Estado. Ela recebe assistência da Guarda Costeira dos Estados Unidos, incluindo a transferência de navios de pequeno porte. A Guarda Costeira foi estabelecida dentro do Serviço de Fronteiras do Estado por ordem presidencial em 2005. A nova base da Guarda Costeira foi construída em Türkan, no distrito de Baku, dentro do "Programa Estadual para o desenvolvimento técnico de segurança das fronteiras do Estado da República do Azerbaijão", estabelecido entre 2006 e 2010. O atual comandante da Guarda Costeira é o coronel Afghan Veli oglu Nagiyev.
A Brigada/Guarda Costeira Marítima tem um navio de grande porte, barcos lançadores de mísseis, embarcações de patrulha classe P 222 e várias pequenas embarcações que fazem rondas, atuando no mar Cáspio. Desde 2004, a Guarda Costeira recebe assistência do Governo dos Estados Unidos, na forma de equipamentos e treinamento, como ferramenta para aplicação da lei e interceptação de armas de destruição em massa no mar Cáspio.

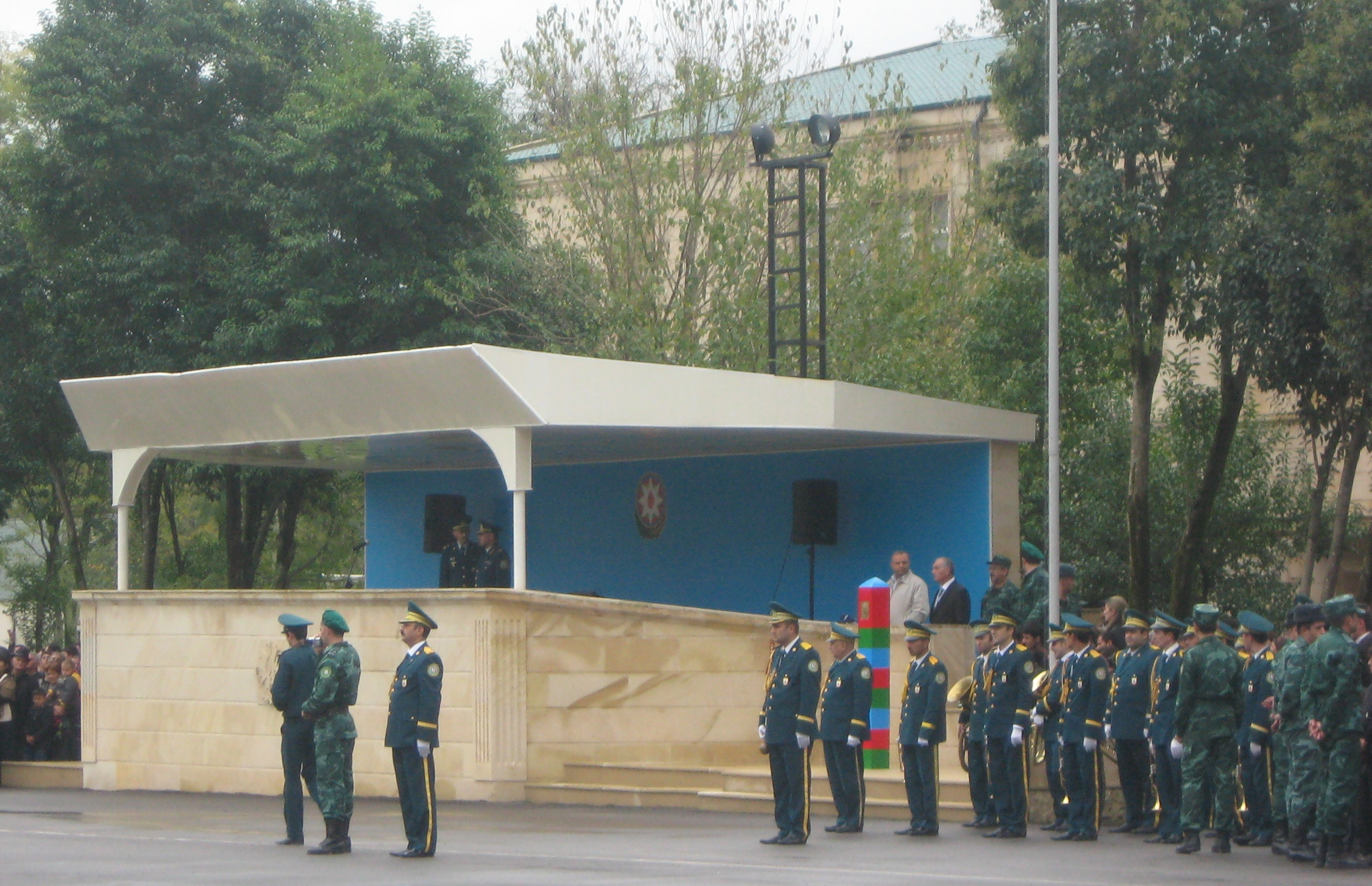
Juramento militar de guardas de fronteira.
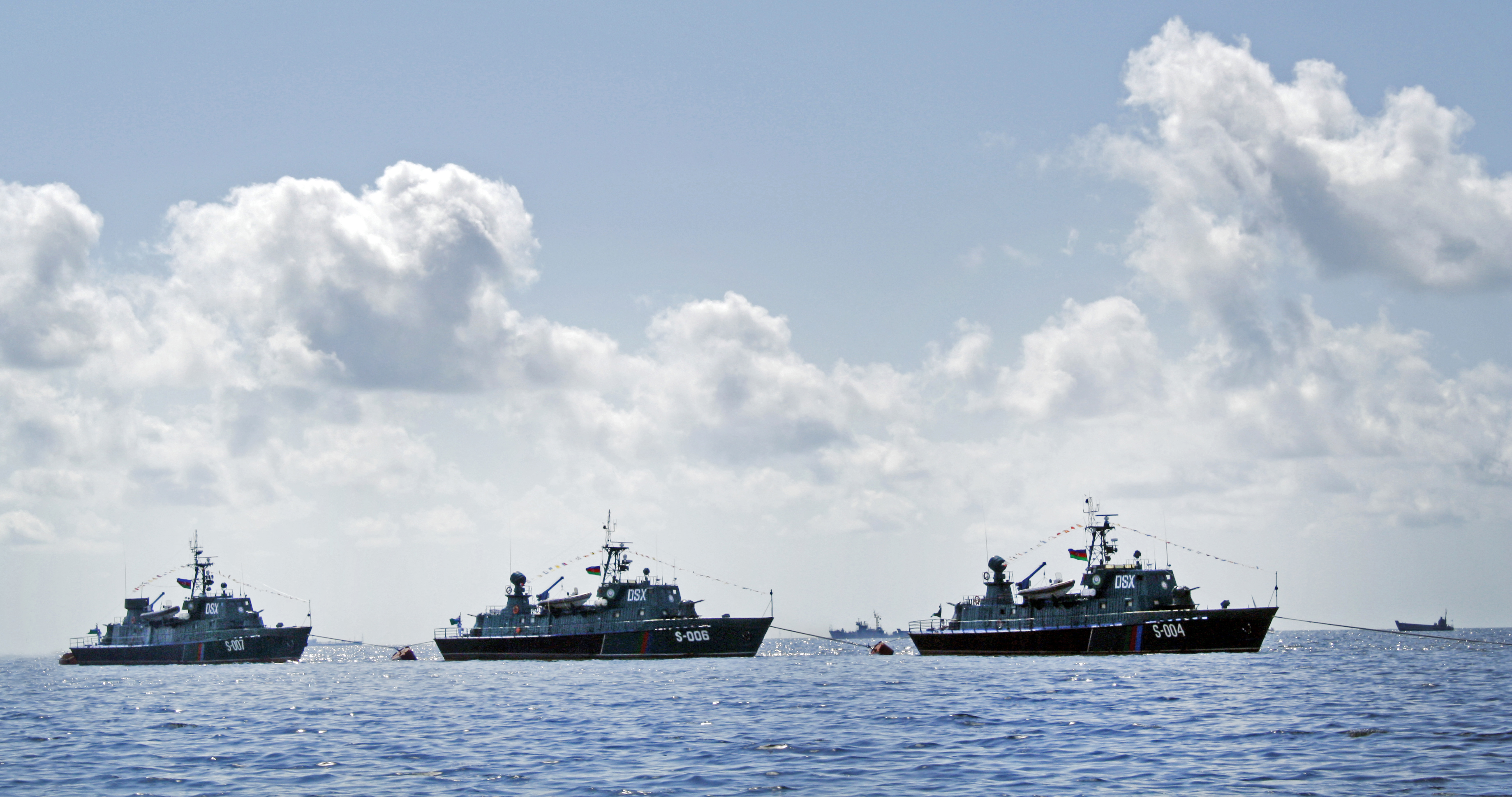
Forças navais das tropas de fronteira do Azerbaijão durante o desfile de 26 de junho de 2011.